# Blue Steel
Blue Steel – brytyjski strategiczny lotniczy pocisk rakietowy powietrze-ziemia średniego zasięgu, z głowicą nuklearną.
Pocisk Blue Steel rozwijany był od 1954 w zakładach Avro. W 1958 prowadzono testy aerodynamiczne, zrzucając makiety pocisków, a w 1959 prowadzono próby pocisków z tymczasowym silnikiem. Produkowany od 1962, wszedł do służby operacyjnej w lutym 1963. Pocisk stanowił uzbrojenie bombowców strategicznych brytyjskich sił powietrznych (Royal Air Force): Avro Vulcan B.2A i Handley Page Victor B.2. Przenoszony był pojedynczo, częściowo zagłębiony w komorze bombowej. Pocisk wycofany został ze służby w 1970. Wyprodukowano 57 pocisków.
Pocisk miał silnik rakietowy Bristol Siddeley Stentor na paliwo ciekłe o ciągu maksymalnym 9072 kg (20 000 funtów), z dwoma komorami spalania. Paliwem była nafta, utleniaczem – nadtlenek wodoru. Po wystrzeleniu, przy pracującej głównej komorze silnika, pocisk był rozpędzany, następnie pracę podejmowała komora silnika o mniejszym ciągu, podtrzymująca lot na zadaną odległość.
Pocisk miał zasięg do 322 km (200 mil) przy prędkości poddźwiękowej 0,85 Ma, 161 km (100 mil) przy prędkości maksymalnej 1,6 Ma. Praktyczny pułap lotu wynosił 21 335 – 24 385 m. Pocisk mógł być odpalany z dużej lub małej wysokości, aczkolwiek po zrzucie pocisk opadał ok. 91 m i wówczas dopiero uruchamiał się silnik rakietowy. Pułap minimalny wynosił 305 m. Układ naprowadzania był inercyjny (bezwładnościowy), według wprowadzonego programu, z dokładnością trafienia do ok. 640 metrów. Pocisk miał głowicę wodorową Red Snow o mocy 1 megatony.

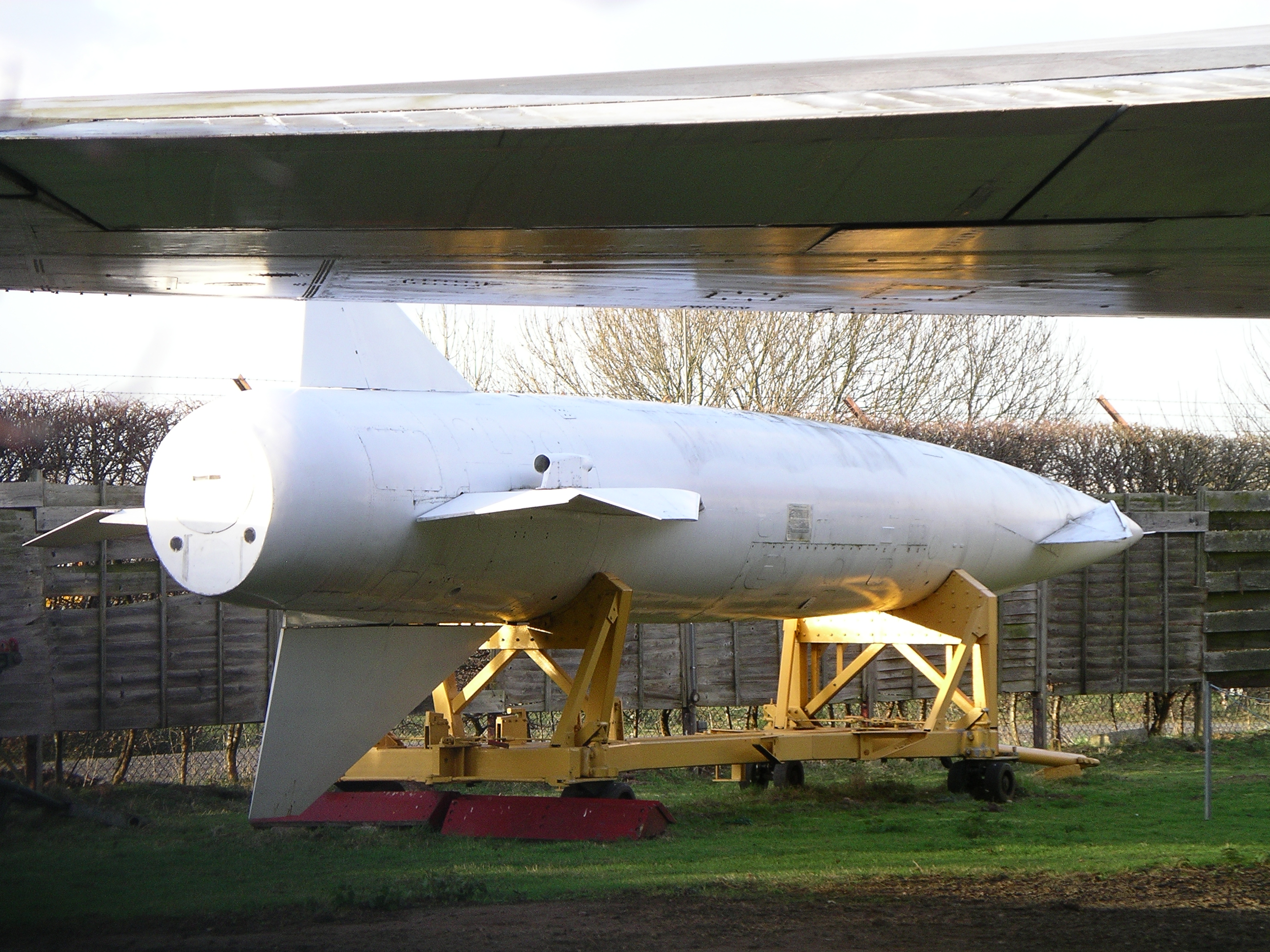
Blue Steel Mk 1

Pocisk w wersji podstawowej (Mk 1) miał niedogodność w postaci stosunkowo niewielkiego zasięgu, stwarzającego mimo wszystko zagrożenie dla bombowca zbliżającego się do wrogiego obszaru powietrznego. Planowano rozwinięcie pocisku Blue Steel w wersji Mk 2, o większym zasięgu i prędkości, lecz nie wszedł on do służby. Rząd brytyjski zamierzał zastąpić pociski Blue Steel amerykańskimi pociskami Skybolt, lecz program ich również nie został ukończony. W rezultacie, Blue Steel Mk.1 pozostał pierwszym i jedynym pociskiem strategicznym przenoszonym przez lotnictwo brytyjskie; później zadanie odstraszania nuklearnego zostało przejęte przez brytyjską marynarkę wojenną.